# Severní Tyrolsko

Historická země Tyrolsko

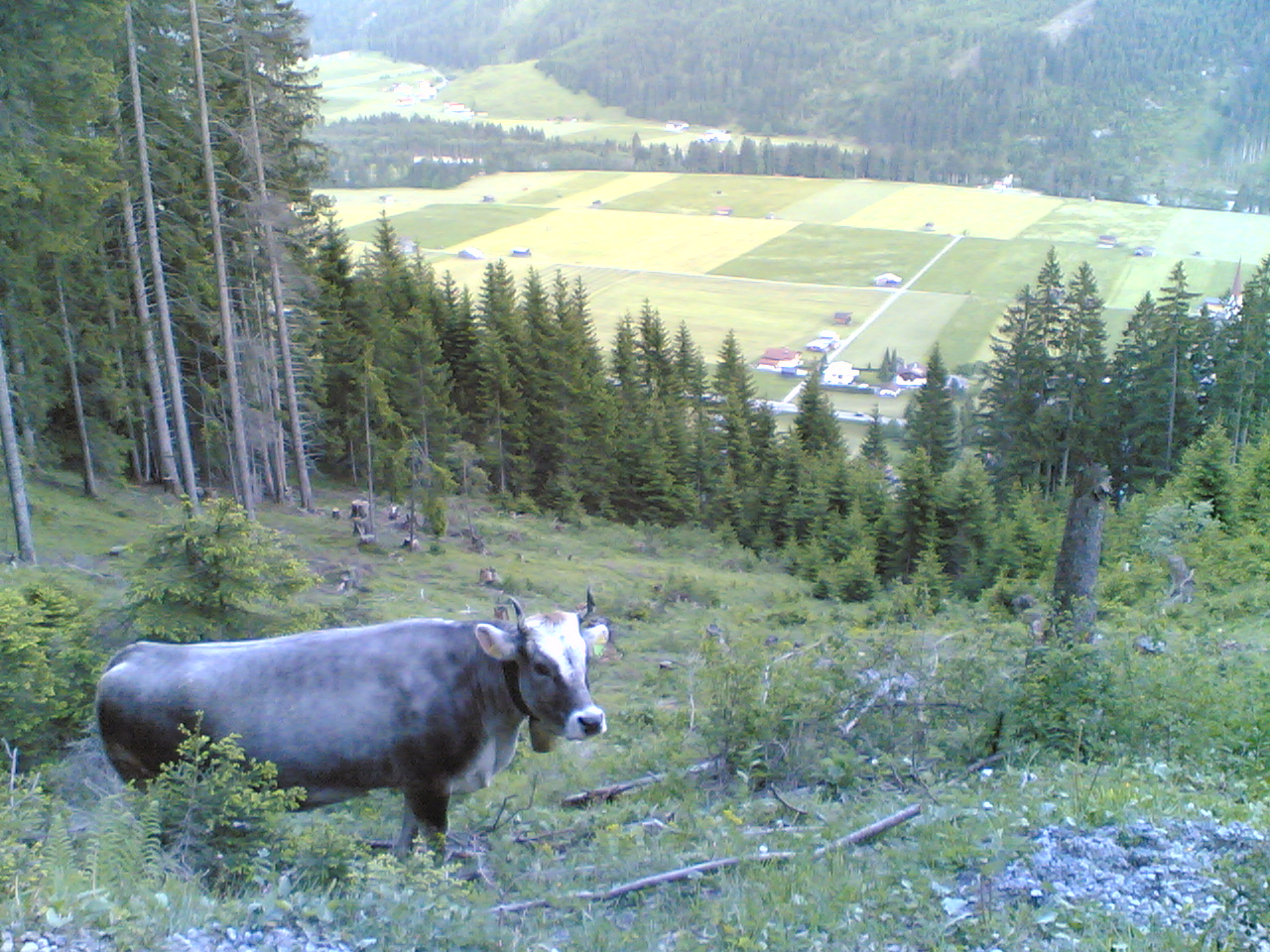
Kráva v Severním Tyrolsku.

Severní Tyrolsko (německy Nordtirol) je severní částí historické země Tyrolska a v současnosti také největší část rakouské spolkové země Tyrolsko. Po první světové válce bylo Tyrolsko rozděleno na 4 části. Itálie získala části dnes známé jako Jižní Tyrolsko (něm. Südtirol) a Tridentsko (něm. také Welschtirol), Rakousku připadly Severní a Východní Tyrolsko (něm. Osttirol). Tím byla původní země přepůlena na dvě části, mezi kterými se nachází Salcbursko. Hlavním městem této oblasti je Innsbruck.

## Stručná historie tyrolského regionu
Ve středověku bylo Tyrolsko součástí Svaté říše římské. Ve 12. století vzniklo Tyrolské hrabství, které se ve 14. století dostalo pod nadvládu Habsburků. Země se stala součástí Arcivévodství rakouského a roku 1504 bylo hrabství okněžněno, tj. panství mělo váhu knížectví. V roce 1815 bylo Tyrolsko včleněno do Rakouského císařství a Německého spolku. Roku 1867 vznikla duální monarchie Rakouska-Uherska, která se v roce 1914 zapojila do první světové války na straně Trojspolku po boku Německa. Centrální mocnosti válku prohrály a v roce 1918 se Rakousko-Uhersko rozpadlo, vznikla republika Německé Rakousko. V letech 1918–1920 neměl nový rakouský stát stále jisté hranice; plánovalo se vytvoření státu zahrnujícího české, moravské i slezské Sudety, tedy dnešní území Rakouska včetně dnešního italského Jižního Tyrolska. Po mírových konferencích však Sudety připadly ČSR a Jižní Tyroly Itálii. V roce 1921 se Tyrolsko stalo součástí Rakouské republiky jako jedna ze spolkových zemí.